# Падиварма (Ла Специја)
Падиварма је насеље у Италији у округу Ла Специја, региону Лигурија.
Према процени из 2011. у насељу је живело 217 становника. Насеље се налази на надморској висини од 76 м.